# 弧の会
弧の会（このかい）は、日本舞踊集団。日本舞踊の男性舞踊家12名で1998年結成、1999年12月旗揚げ。

## 概要
「紋付袴」の正装で日本舞踊を発表している。12名全員が家業として日本舞踊をやっている家の後継者で、幼いころから稽古を始め、2歳から6歳に初舞台を踏んでいる。市山流、泉流、猿若流、西川流、花柳流、藤間流、若柳流の各流を背負う同世代のメンバーが、流儀を超えて参加する企画がもとになり、結成した。主演公演は「弧風」「コノカイズム」「弧の会日本舞踊公演」などのタイトルで行われる。

## 会員
- 市山松扇（いちやま しょうせん）1967年2月25日 - 弧の会代表、市山流七世家元（2004年 - ）、二代目市山松之助（1982年12月 - 2004年5月）
- 泉徳保 (いずみ とくほ) 1969年7月25日 - 泉流師範、「音羽会」舞踊公演主催
- 猿若清三郎 (さるわか せいざぶろう)1974年12月10日 - 猿若流九世家元（2012年 - ）、猿若裕貴（1991年 - 2012年4月）
- 西川扇衛仁（にしかわ せんもりひと）1973年10月27日 - 西川流師範
- 西川大樹（にしかわ だいき）1972年5月9日 - 正派西川流師範
- 花柳榮輔（はなやぎ えいすけ）1964年11月24日 - 花柳流師範
- 花柳寿美藏（はなやぎ　すみぞう）花柳流師範
- 花柳基（はなやぎ もとい）1964年4月7日 - 花柳流師範
- 藤間勘護（ふじま かんご）1967年3月4日 - 藤間流師範
- 藤間章吾（ふじま しょうご）1960年1月16日 - 藤間流師範
- 藤間仁凰（ふじま じんおう）1973年2月21日 - 藤間流師範、父・ 藤間仁章と共に舞踊「章会」主催
- 若柳里次朗（わかやぎ　さとじろう）1976年8月5日 - 正派若柳会名取
- 若柳吉優（わかやぎ きちゆう）1974年3月22日 - 正派若柳流柳扇会師範

## 主な創作演目
- 御柱祭 - 長野県諏訪市諏訪大社で行われる6年に一度の大祭に取材した作品。2000年6月初演（天王洲アイルアートスフィア劇場（現・銀河劇場））。2000年度舞踊批評家協会新人賞受賞。2008年度文化庁芸術祭舞踊部門優秀賞受賞。
- お燈まつり  - 和歌山県新宮市神倉神社で毎年2月6日に行われる火祭りに取材した作品。2002年5月初演（東京都・博品館劇場）。

## 書籍
- 「弧の会写真集 〜日本舞踊の新たなかたち〜」（写真集） - プチ・レトル (2013/7/27)、Kindle